# Mosze Nissim
Mosze Nissim (hebr.: משה נסים, ang.: Moshe Nissim, ur. 10 kwietnia 1935 w Jerozolimie) – izraelski polityk, w latach 1990–1992 wicepremier, w latach 1978–1980 oraz 1988–1990 minister bez teki, w latach 1980–1986 minister sprawiedliwości, w latach 1986–1988 minister finansów, w latach 1990–1992 minister gospodarki, poseł do Knesetu w latach 1959–1961 z listy Ogólnych Syjonistów oraz w latach 1969–1996 z listy Gahalu, a następnie Likudu.
W wyborach parlamentarnych w 1959 po raz pierwszy dostał się do izraelskiego parlamentu. W  1961 oraz 1965 kandydował bezskutecznie, jednak  od 1969 zdobywał mandat we wszystkich kolejnych wyborach do  1992 roku. Zasiadał w Knesetach IV, VII, VIII, IX, X, XI, XII i XIII kadencji.
Jego ojcem był Jicchak Nissim, sefardyjski naczelny rabin Izraela w latach 1955–1973.